# Max Kopfstein
Max Kopfstein (Pomáz, 1856 – Bad Nauheim, 1924. augusztus 31.) egykori német rabbi.

## Pályája
Max Kopfstein Pomázon született 1856-ban. 1874-től prédikátorként és hittanítóként foglalkozott Pasewalkban, Mecklenburg-Elő-Pomerániában. 1883-ban rabbi lett Elbingben (mai Lengyelország területén). 1886-ban ő váltotta Benjamin Höchstätter rabbit Bad Emsben. 1889-tól rabbi és hittanítóként foglalkozott Beuthenben (mai Lengyelország területén), ahol 1919-ben főrabbivá lépett elő. 1924-ben szívelégtelenségben hunyt el Bad Nauheimben.

## Fordítás
- Ez a szócikk részben vagy egészben  a   Max Kopfstein című német Wikipédia-szócikk fordításán alapul.  Az eredeti cikk szerkesztőit annak laptörténete sorolja fel. Ez a jelzés csupán a megfogalmazás eredetét és a szerzői jogokat jelzi, nem szolgál a cikkben szereplő információk forrásmegjelöléseként.